# Bohumír Čermák (ilustrátor)
Bohumír Čermák (14. října 1910 Praha – 7. prosince 1973) byl český kreslíř, malíř a ilustrátor. Ve 40. letech 20. století spolupracoval s Jaroslavem Foglarem, ilustroval několik jeho knih a komiksů, včetně několika dílů Rychlých šípů či komiksu Svorní gambusíni.
Byl žákem Zdeňka Rykra a Emila Kotrby. Někdy je chybně uváděn jako Bohumil Čermák.